# Bila Krînîțea, Radomîșl
Bila Krînîțea (în ucraineană Біла Криниця) este o așezare de tip urban din raionul Radomîșl, regiunea Jîtomîr, Ucraina. În afara localității principale, mai cuprinde și satul Osiv.

## Demografie
Componența lingvistică a așezării de tip urban Bila Krînîțea
     Ucraineană (95,64%)
     Rusă (4,18%)
     Alte limbi (0,09%)
Conform recensământului din 2001, majoritatea populației așezării de tip urban Bila Krînîțea era vorbitoare de ucraineană (95,64%), existând în minoritate și vorbitori de rusă (4,18%).